# Morse (P87)
Pour les autres navires du même nom, voir Morse (sous-marin).
Le Morse  (P87) est un sous-marin de la classe V construit en 1943 par les Britanniques sous le nom de HMS Vortex et transféré aux Forces navales françaises libres en 1944. Après avoir servi durant la dernière partie de la Seconde Guerre mondiale, il est restitué à la Royal Navy en 1946 et démoli en 1958.

## Commandants
- LV Étienne Schlumberger
- EV1 Laurent
- LV Chauveau
- LV Gajean